# Алисън Ричман
Алисън Ричман (на английски: Alyson Richman) е американска художничка и писателка на бестселъри в жанровете съвременен и исторически роман.

## Биография и творчество
Алисън Мишел Ричман е родена на 19 май 1972 г. в Ню Йорк, САЩ, в семейството на Пол Ричман, електроинженер и мениджър на корпорация с представителства в Ню Йорк и Токио, и Елън Ричман, интериорен дизайнер. Отраства в Лонг Айлънд и Япония.
Завършва през 1994 г. „Уелсли Колидж“, Масачузетс, с бакалавърска степен по история на изкуството. Докато е в колежа получава стипендия „Томас Уотсън“ за аспирантура и прекарва девет месеца в Киото, Япония, в изследване на японското изкуство от периода Мейджи и изготвянето на традиционни театрални маски от кипарис за театър Нох.
На 6 септември 1997 г. се омъжва за адвоката Стивън Гордън. Имат две дъщери.
Първият ѝ роман „The Mask Carver's Son“ е публикуван през 2000 г. и е почерпен от впечатленията ѝ от Япония, изкуството и създаването на театрални маски. В него се представя историята на сина на майстор на маски от 19 век, който напуска дома си в Токио, за да преследва мечтата си да учи с импресионистите в Париж, но е разкъсван от чувството си за отговорност.
Вторият ѝ роман „Ритъмът на спомените“ представя сагата на чилийско семейство, което бяга от бруталния режим на Пиночет, за да намери убежище в Швеция.
В книгата си „The Last Van Gogh“ пресъздава последните дни на художника Ван Гог през очите на музата му Маргарет Гаше, дъщеря на д-р Гаше.
В романа си „Изгубената съпруга“ от 2011 г. разказва историята на съпрузи, които преживяват ужасите на Холокоста и се срещат след 60 години. Книгата е удостоена с редица награди и е екранизирана в едноименния филм.
Следващият ѝ роман „The Garden of Letters“ пресъздава историята на млада виолончелистка Елоди, преследвана от нацистите през 1943 г., която се укрива в романтичния Портофино при младия лекар Анджело Росели. Романът става бестселър.
В романа ѝ „The Velvet Hours“ разследва мистерията на куртизанката Марте де Флориан, която умира в началото на Втората световна война, а нейният апартамент остава заключен в продължение на 70 години. Когато го отварят откриват неин портрет, който е продаден по-късно за два милиона долара.
Произведенията на писателката издадени на над 15 езика по света.
Алисън Ричман живее със семейството си в Лонг Айлънд.

## Произведения

### Самостоятелни романи
- The Mask Carver's Son (2000)
Синът на майстора на маски, изд.: ИК „Хермес“, Пловдив (2021), прев. Паулина Мичева
- Swedish Tango (2004) – издаден и като „The Rhythm of Memory“
Ритъмът на спомените, изд.: ИК „Хермес“, Пловдив (2014), прев. Дори Габровска
- The Last Van Gogh (2006)
Последната картина на Ван Гог, изд.: ИК „Хермес“, Пловдив (2020), прев. Дори Габровска
- The Lost Wife (2011)
Изгубената съпруга, изд.: ИК „Хермес“, Пловдив (2013), прев. Дафина Янева-Китанова
- The Garden of Letters (2014)
Италианската градина, изд.: ИК „Хермес“, Пловдив (2018), прев. Дори Габровска
- The Velvet Hours (2016)
- The Secret of Clouds (2019)
- The Thread Collectors (2022) – с Шона Дж. Едуардс

### Новели
- A Splendid Gift (2015)

### Сборници
- Grand Central (2014) – с Мелани Бенджамин, Джена Блум, Аманда Ходжкинсън, Пам Дженоф, Сара Джио, Кристина Макморис, Ерика Робък и Карън Уайт

### Екранизации
- 201? The Lost Wife